# Gradungula sorenseni
Gradungula sorenseni är en spindelart som beskrevs av Forster 1955. Gradungula sorenseni ingår i släktet Gradungula och familjen Gradungulidae. Inga underarter finns listade i Catalogue of Life.